# Salonta
Salonta (njemački: Großsalontha, mađarski; Nagyszalonta) je grad u županiji Bihor u Rumunjskoj. Drugi po veličini u županiji nakon Oradee.

## Zemljopis
Grad se nalazi u istočnom dijelu povijesne pokrajine Crişane, na granici s Mađarskom, 40 km južno od županijskog središta Oradee.

## Stanovništvo
Prema popisu stanovništva iz 2002. godine grad je imao 18.074 stanovnika. Polovicu stanovništva čine Mađari (57% ), s velikim udjelom Rumunja (40,2%).

## Gradovi prijatelji
- Csepel, Mađarska
- Hajdúböszörmény, Mađarska
- Nagykőrös, Mađarska
- Sarkad, Mađarska
- Túrkeve, Mađarska
- Derecske, Mađarska
- Rimavská Sobota, Slovačka

## Vanjske poveznice
- Službena stranica grada  Arhivirana inačica izvorne stranice od 4. prosinca 2020. (Wayback Machine)

### Ostali projekti
|  | Zajednički poslužitelj ima još gradiva o temi Salonta |